# Johan Reinhold Taube
Johan Reinhold Taube, född 6 juli 1706, död 22 juni 1777 på Hermansaari i Finland, var en svensk militär.
Johan Reinhold Taube var son till överstelöjtnant Otto Ernst Taube och Maria Elisabet Ehrnrooth. Han blev mönsterskrivare vid Åbo läns infanteriregemente 1717, sergeant där 1718, transporterades till Björneborgs regemente 1723 och till Karelska dragonregementet 1728, blev fältväbel vid Karelska dragonregementet 1731 och kornett där 1733. Taube blev löjtnant 1741, erhöll kornetts indelning vid Nylands dragonregemente 1743, löjtnants indelning där 1745, blev kaptenlöjtnant 1747 och kapten 1750. Han befordrades till major 1752, till överstelöjtnant 1761 och till överste i armén 1769. Taube var överste och chef för Södra skånska kavalleriregementet 1770. Han blev riddare av Svärdsorden 1751.